# Kalistrat (Romanienko)
Kalistrat, imię świeckie Władimir Siergiejewicz Romanienko (ur. 8 sierpnia 1974 w Moskwie) – rosyjski biskup prawosławny.

## Życiorys
Ochrzczony w dzieciństwie, jeszcze jako uczeń był chórzystą i lektorem w cerkwi Tichwińskiej Ikony Matki Bożej w Moskwie. Po uzyskaniu średniego wykształcenia wstąpił do seminarium duchownego w Moskwie, w 1991. Będąc jeszcze jego słuchaczem, w 1994 został posłusznikiem w ławrze Troicko-Siergijewskiej. 13 kwietnia 1995 złożył w niej wieczyste śluby mnisze przed namiestnikiem monasteru, archimandrytą Teognostem. W monasterze był chórzystą, regentem oraz przewodnikiem wycieczek.
Po ukończeniu seminarium duchownego w 1995 rozpoczął studia w Moskiewskiej Akademii Duchownej, które ukończył w 1999. Oprócz wykształcenia teologicznego ukończył także Państwowe Kolegium Technologii i Zarządzania obwodu moskiewskiego w 2008. Jako student, przyjął święcenia diakońskie w dniu 2 czerwca 1996, z rąk biskupa istrzewskiego Arseniusza. W latach 1997–2000 pracował w dziecięcym centrum edukacyjnym „Pierieswiet”, przez kolejne dwa lata mieszkał w skicie św. Marii Magdaleny w Łozie i był regentem jego chóru. 17 marca 2002 patriarcha moskiewski i całej Rusi Aleksy II wyświęcił go na hieromnicha.
W latach 2002–2003 służył w odnowionym skicie Trójcy Świętej na Wyspie Anzerskiej, w kompleksie Monasterze Sołowieckiego. Brał udział w budowie cerkwi Trójcy Świętej na Wyspie Króla Jerzego na Antarktydzie, odpowiadał następnie za organizację służby duszpasterskiej w tejże świątyni. W 2007 założył skit w rejonie ust'-koksińskim Republiki Ałtaj.
2 października 2013 Święty Synod Rosyjskiego Kościoła Prawosławnego nominował go na biskupa gornoałtajskiego i czemalskiego. Jego chirotonia biskupia odbyła się 10 listopada tego samego roku w cerkwi Narodzenia Matki Bożej w Moskwie, w rejonie Otradnoje.
W 2017 r. otrzymał godność arcybiskupa.
W 2024 r. został przeniesiony na katedrę noworosyjską. Jeszcze w tym samym roku Święty Synod postanowił przenieść go na katedrę bieżecką.